# Turn- und Sportverein München von 1860 1977-1978
Questa voce raccoglie le informazioni riguardanti il Turn- und Sportverein München von 1860 nelle competizioni ufficiali della stagione 1977-1978.

## Stagione
Nella stagione 1977-1978 il Monaco 1860, allenato da Heinz Lucas, concluse il campionato di Bundesliga al 16º posto. In Coppa di Germania il Monaco 1860 fu eliminato agli ottavi di finale dal Werder Brema.

## Rosa
| N. |                                 | Ruolo | Calciatore        |
| -- | ------------------------------- | ----- | ----------------- |
|    | Germania (bandiera)             | P     | Manfred Eiben     |
|    | Germania (bandiera)             | P     | Bernhard Hartmann |
|    | Germania (bandiera)             | D     | Dieter Agatha     |
|    | Germania (bandiera)             | D     | Willi Bierofka    |
|    | Bosnia ed Erzegovina (bandiera) | D     | Ahmet Glavović    |
|    | Germania (bandiera)             | D     | Alfred Kohlhäufl  |
|    | Germania (bandiera)             | D     | Herbert Scheller  |
|    | Germania (bandiera)             | C     | Peter Falter      |
|    | Germania (bandiera)             | C     | Jimmy Hartwig     |
|    | Germania (bandiera)             | C     | Hans Haunstein    |

| N. |                      | Ruolo | Calciatore          |
| -- | -------------------- | ----- | ------------------- |
|    | Germania (bandiera)  | C     | Alfred Herberth     |
|    | Danimarca (bandiera) | C     | Jan Højland Nielsen |
|    | Germania (bandiera)  | C     | Karl-Heinz Pelka    |
|    | Germania (bandiera)  | C     | Klaus Vöhringer     |
|    | Germania (bandiera)  | A     | Erhard Hofeditz     |
|    | Germania (bandiera)  | A     | Siegfried Köstler   |
|    | Germania (bandiera)  | A     | Georg Metzger       |
|    | Germania (bandiera)  | A     | Wolfgang Metzler    |
|    | Germania (bandiera)  | A     | Anton Nachreiner    |

## Organigramma societario
Area tecnica
- Allenatore: Heinz Lucas
- Allenatore in seconda:
- Preparatore dei portieri:
- Preparatori atletici:

## Calciomercato

### Sessione estiva
| Acquisti | Acquisti          | Acquisti       | Acquisti |
| R.       | Nome              | da             | Modalità |
| -------- | ----------------- | -------------- | -------- |
| A        | Erhard Hofeditz   | Baunatal       |          |
| D        | Herbert Scheller  | Kaiserslautern |          |
| A        | Siegfried Köstler | Darmstadt      |          |
| A        | Wolfgang Metzler  | Kaiserslautern |          |
| C        | Klaus Vöhringer   | Augusta        |          |

| Cessioni | Cessioni          | Cessioni         | Cessioni |
| R.       | Nome              | a                | Modalità |
| -------- | ----------------- | ---------------- | -------- |
| C        | Alfred Rieß       | First Vienna     |          |
| A        | Peter Scheifler   | Kickers Würzburg |          |
| A        | Heinz Tochtermann | Bayreuth         |          |

### Sessione invernale
| Acquisti | Acquisti | Acquisti | Acquisti |
| R.       | Nome     | da       | Modalità |
| -------- | -------- | -------- | -------- |

| Cessioni | Cessioni | Cessioni | Cessioni |
| R.       | Nome     | a        | Modalità |
| -------- | -------- | -------- | -------- |

## Risultati

### Bundesliga

#### Girone di andata
| Monaco di Baviera 6 agosto 1977, ore 15:30 CEST 1ª giornata | Monaco 1860 | 0 – 0 referto | Schalke 04 | Stadion an der Grünwalder Straße (65 000 spett.)\| Arbitro: \| Luca \| |
| Arbitro:                                                    | Luca        |               |            |                                                                        |

| Arbitro: | Hennig |

|                             |           |  |
| Volkert 33’, 48’ Magath 45’ | Marcatori |  |

| Arbitro: | Zuchantke |

|  |           |                          |
|  | Marcatori | 15’ Burgsmüller 83’ Held |

| Arbitro: | Redelfs |

|                                |           |             |
| Bonhof 70’ (rig.) Heynckes 79’ | Marcatori | 35’ Hartwig |

| Arbitro: | Risse |

|                                |           |                                    |
| Falter 22’ Bierofka 67’ (rig.) | Marcatori | 42’ Nüssing 45’ Granitza 89’ Sidka |

| Arbitro: | Gabor |

|                 |           |               |
| Stolzenburg 84’ | Marcatori | 19’ Haunstein |

| Arbitro: | Glasneck |

|                      |           |  |
| Trimhold 1’ Holz 40’ | Marcatori |  |

| Arbitro: | Hontheim |

|                           |           |                                          |
| Hartwig 72’ Haunstein 89’ | Marcatori | 20’, 35’ Wenzel 53’ Kraus 67’ Hölzenbein |

| Arbitro: | Stäglich |

|                |           |  |
| Toppmöller 27’ | Marcatori |  |

| Arbitro: | Wichmann |

|             |           |                 |
| Hartwig 60’ | Marcatori | 45’, 68’ Hoeneß |

| Arbitro: | Waltert |

|                                        |           |              |
| Höfert 40’, 59’ Neumann 47’ Gerber 90’ | Marcatori | 44’ Herberth |

| Arbitro: | Ohmsen |

|  |           |            |
|  | Marcatori | 6’ Schmitz |

| Arbitro: | Jensen |

|                                                                |           |                                 |
| Cullmann 5’, 27’ van Gool 13’ Müller 35’ Prestin 60’ Flohe 86’ | Marcatori | 48’ (rig.) Scheller 53’ Nielsen |

| Monaco di Baviera 5 novembre 1977, ore 15:30 CET 14ª giornata | Monaco 1860 | 0 – 0 referto | Werder Brema | Stadion an der Grünwalder Straße (13 000 spett.)\| Arbitro: \| Quindeau \| |
| Arbitro:                                                      | Quindeau    |               |              |                                                                            |

| Arbitro: | Biwersi |

|                |           |                                        |
| Rummenigge 32’ | Marcatori | 46’, 90’ (rig.) Scheller 84’ Kohlhäufl |

| Arbitro: | Kindervater |

|              |           |  |
| Herberth 45’ | Marcatori |  |

| Arbitro: | Wichmann |

|               |           |             |
| Stegmayer 40’ | Marcatori | 64’ Metzler |

#### Girone di ritorno
| Arbitro: | Zuchantke |

|                          |           |              |
| Abramczik 5’ Fischer 38’ | Marcatori | 21’ Hofeditz |

| Arbitro: | Gabor |

|                            |           |                               |
| Hofeditz 30’ Kohlhäufl 90’ | Marcatori | 11’ Keller 55’ (rig.) Volkert |

| Arbitro: | Hontheim |

|                 |           |                               |
| Burgsmüller 47’ | Marcatori | 20’ (rig.), 24’, 36’ Hofeditz |

| Arbitro: | Engel |

|              |           |             |
| Scheller 86’ | Marcatori | 68’ Nielsen |

| Arbitro: | Burgers |

|                                                       |           |              |
| Brück 33’ (rig.) Beer 42’ Kristensen 63’ Granitza 70’ | Marcatori | 76’ Hofeditz |

| Arbitro: | Quindeau |

|                                                    |           |  |
| Vöhringer 24’, 60’ Hofeditz 41’ Metzger 58’ (rig.) | Marcatori |  |

| Arbitro: | Ohmsen |

|                          |           |  |
| Hartwig 79’ Hofeditz 90’ | Marcatori |  |

| Arbitro: | Niemann |

|               |           |  |
| Hölzenbein 4’ | Marcatori |  |

| Arbitro: | Waltert |

|                           |           |                          |
| Kohlhäufl 14’ Hartwig 24’ | Marcatori | 38’ Toppmöller 49’ Wendt |

| Arbitro: | Eschweiler |

|                                     |           |             |
| Ohlicher 53’, 71’ (rig.) Hoeneß 63’ | Marcatori | 39’ Metzger |

| Arbitro: | Kindervater |

|                                                           |           |                |
| Vöhringer 12’ Haunstein 37’ Frosch 59’ (aut.) Hartwig 87’ | Marcatori | 13’ Milardovic |

| Arbitro: | Linn |

|                       |           |  |
| Köhnen 69’ Allofs 82’ | Marcatori |  |

| Arbitro: | Quindeau |

|               |           |                              |
| Kohlhäufl 42’ | Marcatori | 11’ Cullmann 74’, 75’ Müller |

| Arbitro: | Risse |

|                       |           |  |
| Glowacz 32’ Röber 50’ | Marcatori |  |

| Arbitro: | Horstmann |

|               |           |            |
| Vöhringer 68’ | Marcatori | 59’ Hoeneß |

| Arbitro: | Wichmann |

|                             |           |               |
| Hollmann 55’ Haebermann 66’ | Marcatori | 62’ Haunstein |

| Arbitro: | Glasneck |

|                                 |           |  |
| Hofeditz 10’ Metzger 54’ (rig.) | Marcatori |  |

### Coppa di Germania
| Arbitro: | Biwersi |

|                                            |           |                   |
| Nielsen 14’ Metzger 29’, 74’ Kohlhäufl 83’ | Marcatori | 73’ Rnic 77’ Pohl |

| Arbitro: | Karr |

|                                                                                     |           |              |
| Nielsen 7’ Haunstein 19’ Metzger 47’, 77’ Nachreiner 57’ Herberth 82’ Vöhringer 86’ | Marcatori | 53’ Bellmann |

| Arbitro: | Walz |

|                                             |           |  |
| Scheller 23’ (rig.), 53’ (rig.) Nielsen 75’ | Marcatori |  |

| Arbitro: | Hennig |

|                              |           |              |
| Hartwig 51’ (aut.) Röber 90’ | Marcatori | 48’ Hofeditz |

## Statistiche

### Statistiche di squadra
| Competizione      | Punti | In casa | In casa | In casa | In casa | In casa | In casa | In trasferta | In trasferta | In trasferta | In trasferta | In trasferta | In trasferta | Totale | Totale | Totale | Totale | Totale | Totale | DR  |
| Competizione      | Punti | G       | V       | N       | P       | Gf      | Gs      | G            | V            | N            | P            | Gf           | Gs           | G      | V      | N      | P      | Gf     | Gs     | DR  |
| ----------------- | ----- | ------- | ------- | ------- | ------- | ------- | ------- | ------------ | ------------ | ------------ | ------------ | ------------ | ------------ | ------ | ------ | ------ | ------ | ------ | ------ | --- |
| Bundesliga        | 22    | 17      | 5       | 6       | 6       | 25      | 22      | 17           | 2            | 2            | 13           | 16           | 38           | 34     | 7      | 8      | 19     | 41     | 60     | -19 |
| Coppa di Germania | -     | 3       | 3       | 0       | 0       | 14      | 3       | 1            | 0            | 0            | 1            | 1            | 2            | 4      | 3      | 0      | 1      | 15     | 5      | +10 |
| Totale            | 22    | 20      | 8       | 6       | 6       | 39      | 25      | 18           | 2            | 2            | 14           | 17           | 40           | 38     | 10     | 8      | 20     | 56     | 65     | -9  |

### Andamento in campionato
| Giornata  | 1 | 2  | 3  | 4  | 5  | 6  | 7  | 8  | 9  | 10 | 11 | 12 | 13 | 14 | 15 | 16 | 17 | 18 | 19 | 20 | 21 | 22 | 23 | 24 | 25 | 26 | 27 | 28 | 29 | 30 | 31 | 32 | 33 | 34 |
| --------- | - | -- | -- | -- | -- | -- | -- | -- | -- | -- | -- | -- | -- | -- | -- | -- | -- | -- | -- | -- | -- | -- | -- | -- | -- | -- | -- | -- | -- | -- | -- | -- | -- | -- |
| Luogo     | C | T  | C  | T  | C  | T  | T  | C  | T  | C  | T  | C  | T  | C  | T  | C  | T  | T  | C  | T  | C  | T  | C  | C  | T  | C  | T  | C  | T  | C  | T  | C  | T  | C  |
| Risultato | N | P  | P  | P  | P  | N  | P  | P  | P  | P  | P  | P  | P  | N  | V  | V  | N  | P  | N  | V  | N  | P  | V  | V  | P  | N  | P  | V  | P  | P  | P  | N  | P  | V  |
| Posizione | 9 | 17 | 18 | 18 | 18 | 18 | 18 | 18 | 18 | 18 | 18 | 18 | 18 | 18 | 18 | 18 | 18 | 18 | 18 | 18 | 18 | 18 | 17 | 17 | 17 | 17 | 17 | 17 | 17 | 17 | 17 | 17 | 17 | 16 |

Legenda:

Luogo: C = Casa; T = Trasferta. Risultato: V = Vittoria; N = Pareggio; P = Sconfitta.

### Statistiche dei giocatori
| Giocatore     | Bundesliga | Bundesliga | Bundesliga  | Bundesliga | Coppa di Germania | Coppa di Germania | Coppa di Germania | Coppa di Germania | Totale   | Totale | Totale      | Totale     |
| Giocatore     | Presenze   | Reti       | Ammonizioni | Espulsioni | Presenze          | Reti              | Ammonizioni       | Espulsioni        | Presenze | Reti   | Ammonizioni | Espulsioni |
| ------------- | ---------- | ---------- | ----------- | ---------- | ----------------- | ----------------- | ----------------- | ----------------- | -------- | ------ | ----------- | ---------- |
| D. Agatha     | 9          | 0          | 0           | 0          | 2                 | 0                 | 0                 | 0                 | 11       | 0      | 0           | 0          |
| W. Bierofka   | 27         | 1          | 1           | 0          | 3                 | 0                 | 0                 | 0                 | 30       | 1      | 1           | 0          |
| M. Eiben      | 2          | 0          | 0           | 0          | 2                 | 0                 | 0                 | 0                 | 4        | 0      | 0           | 0          |
| P. Falter     | 9          | 1          | 0           | 0          | 1                 | 0                 | 0                 | 0                 | 10       | 1      | 0           | 0          |
| A. Glavović   | 22         | 0          | 7           | 0          | 3                 | 0                 | 0                 | 0                 | 25       | 0      | 7           | 0          |
| B. Hartmann   | 32         | 0          | 0           | 0          | 2                 | 0                 | 0                 | 0                 | 34       | 0      | 0           | 0          |
| J. Hartwig    | 34         | 6          | 5           | 0          | 4                 | 0                 | 1                 | 0                 | 38       | 6      | 6           | 0          |
| H. Haunstein  | 30         | 4          | 3           | 1          | 3                 | 1                 | 0                 | 0                 | 33       | 5      | 3           | 1          |
| A. Herberth   | 25         | 2          | 0           | 0          | 3                 | 1                 | 0                 | 0                 | 28       | 3      | 0           | 0          |
| E. Hofeditz   | 25         | 9          | 0           | 0          | 3                 | 1                 | 1                 | 0                 | 28       | 10     | 1           | 0          |
| A. Kohlhäufl  | 30         | 4          | 4           | 0          | 2                 | 1                 | 0                 | 0                 | 32       | 5      | 4           | 0          |
| S. Köstler    | 9          | 0          | 0           | 0          | 0                 | 0                 | 0                 | 0                 | 9        | 0      | 0           | 0          |
| G. Metzger    | 28         | 3          | 4           | 0          | 3                 | 4                 | 0                 | 0                 | 31       | 7      | 4           | 0          |
| W. Metzler    | 30         | 1          | 6           | 0          | 4                 | 0                 | 0                 | 0                 | 34       | 1      | 6           | 0          |
| A. Nachreiner | 26         | 0          | 0           | 0          | 4                 | 1                 | 0                 | 0                 | 30       | 1      | 0           | 0          |
| J. Nielsen    | 28         | 1          | 5           | 0          | 4                 | 3                 | 0                 | 0                 | 32       | 4      | 5           | 0          |
| K. Pelka      | 0          | 0          | 0           | 0          | 0                 | 0                 | 0                 | 0                 | 0        | 0      | 0           | 0          |
| H. Scheller   | 31         | 4          | 3           | 0          | 3                 | 2                 | 0                 | 0                 | 34       | 6      | 3           | 0          |
| K. Vöhringer  | 18         | 4          | 1           | 0          | 3                 | 1                 | 0                 | 0                 | 21       | 5      | 1           | 0          |